# Bee, bee, Pecora Nera
Bee, bee, Pecora Nera (titolo originale: Baa, Baa, Black Sheep) è un racconto semiautobiografico di Rudyard Kipling pubblicato su un settimanale nel dicembre 1888 e successivamente, assieme ad altri racconti, nella raccolta Wee Willie Winkie and Other Child Stories nel marzo 1889. La raccolta, fu pubblicata nella traduzione in lingua italiana di Adele Levi nel 1931 col titolo Sotto i cedri dell'India.

## Trama
Punch, un bambino di 5 anni, e la sua sorellina Judy di 3 anni, vivono in India, all'epoca colonia britannica, circondati dall'affetto dei genitori e dalla devozione dei domestici indigeni. Per frequentare la scuola primaria, i genitori mandano i bambini in Inghilterra, presso alcuni lontani parenti: zia Rosa e zio Harry e il loro figlio Harry. L'esperienza per il piccolo Punch non sarà felice, a causa delle vessazioni e delle umiliazioni subite ad opera della zia, una donna bigotta e rigida, e del cugino Harry. Sarà la zia a soprannominare Punch "Pecora Nera". La situazione peggiora dopo la morte dello zio Harry, l'unico che, oltre alla piccola Judy, tratti con gentilezza il bambino. Punch diventerà ribelle (minaccia di uccidere zia Rosa ed Harry) e tenterà addirittura il suicidio. Un amico dei genitori si accorge che Punch ha gravi disturbi alla vista. L'arrivo della madre dall'India interrompe la triste condizione.

## Genesi dell'opera
La vicenda narrata nel racconto ha verosimilmente un fondamento autobiografico. Nel 1871 Rudyard Kipling fu inviato a Southsea, in Inghilterra, assieme alla sorellina Alice (detta Trix), per frequentare la scuola primaria. I due furono affidati alle cure dei coniugi Holloway, lontani parenti. Nell'autobiografia Something of Myself, pubblicata postuma nel 1937, Kipling scriverà di aver trascorso il periodo più infelice della sua esistenza a causa dei metodi puritani dell'austera "zia Rosa" in quella che chiamava «The House of Desolation» (la casa della desolazione); l'arrivo della madre nel 1877 chiuderà questo doloroso capitolo. La vicenda venne ricordata in parte anche nel capitolo primo del romanzo The Light that Failed (in italiano: La luce che si spense) pubblicato nel 1890, lo stesso anno della raccolta Wee Willie Winkie and Other Stories. In un breve scritto sulla rivista The Athenæum del dicembre 1890, tuttavia, Kipling affermò che la vicenda di Baa, Baa, Black Sheep non era del tutto vera.
Gli studiosi della vita e dell'opera di Kipling hanno confermato la sostanziale veridicità dei fatti narrati da Kipling, sebbene non abbiano trovato spiegazioni convincenti sul perché Kipling abbia pubblicato sotto forma di racconto questo frammento autobiografico.

## Edizioni
- «Baa, Baa, Black Sheep» In: The Week's News (Allahabad) 21 dicembre 1888
- «Baa, Baa, Black Sheep» In: Rudyard Kipling, Wee Willie Winkie and Other Child Stories, Allahabad: A.H. Wheeler & Co., 1889
- «Baa, Baa, Black Sheep» In: Rudyard Kipling, Wee Willie Winkie and Other Stories, London: Sampson Low, Marston, Searle, & Rivington, 1890
- «Bee, bee, Pecora Nera». In: Rudyard Kipling, Sotto i cedri dell'India; traduzione integrale dall'originale Inglese della prof. Adele Levi, Milano: A. Corticelli, 1931
- «Bee, bee, Pecora Nera»; traduzione di Adele Levi. In: Rudyard Kipling, Le opere; introduzione di Vittorio Beonio Brocchieri, Torino, UTET, 1978, pp. 83-124, ISBN 88-02-01993-2.